# Astigalidae
Astigalidae — вимерла родина ссавців, споріднених з мишоподібними та зайцеподібними гризунами. Представники родини відомі з палеоцену та еоцену Китаю.

## Роди
- †Astigale
- †Yupingale
- †Zhujegale